# Семиборство
Семиборство — легкоатлетична дисципліна, комбіноване змагання, яке складається із семи вправ. Жіноче семиборство входить до програми Олімпійських ігор.

## Жіноче семиборство
До програми жіночого семиборства входять 
біг на 100 метрів з бар'єрами, 
стрибки у висоту, 
штовхання ядра,
біг на 200 метрів, 
стрибки у довжину, 
метання списа, 
біг на 800 метрів. Семиборство прийшло на зміну легкоатлетичному п'ятиборству на початку 1980-х років. В програмі Олімпійських ігор воно з Олімпіади 1984 року в Лос-Анджелесі.
Змагання із семиборства тривають два дні — чотири перші дисципліни в перший день, три інші — в другий. Переможець визначається за системою підрахунку очок за таблицями, затвердженими IAAF.
Рекорд світу становить 7291 очка і належить американській семиборці Джекі Джойнер-Керсі. Вона встановила його в Сеулі в 1988 році. Рекорд України належить Людмилі Блонській і становить 6832 очка.

## Чільна десятка семиборок усіх часів

### Жінки
Станом на липень 2021
| Місце | Очки | Спортсменка              | Країна          | Дата            | Місце   |
| ----- | ---- | ------------------------ | --------------- | --------------- | ------- |
| 1.    | 7291 | Джекі Джойнер-Керсі      | США             | 24 вересня 1988 | Сеул    |
| 2.    | 7032 | Кароліна Клюфт           | Швеція          | 26 серпня 2007  | Осака   |
| 3.    | 7013 | Нафіссату Тіам           | Бельгія         | 28 травня 2017  | Гетцис  |
| 4.    | 7007 | Лариса Турчинська        | СРСР            | 11 червня 1989  | Брянськ |
| 5.    | 6985 | Сабін Браун              | Німеччина       | 31 травня 1992  | Гетцис  |
| 6.    | 6981 | Катаріна Джонсон-Томпсон | Велика Британія | 04 жовтня 2019  | Доха    |
| 7.    | 6955 | Джессіка Енніс           | Велика Британія | 04 серпня 2012  | Лондон  |
| 8.    | 6946 | Сабіна Джон              | НДР             | 06 травня 1984  | Потсдам |
| 9.    | 6942 | Гада Шуаа                | Сирія           | 26 травня 1996  | Гетцис  |
| 10.   | 6935 | Рамона Нойберт           | НДР             | 19 червня 1983  | Москва  |

## Чоловіче семиборство
Чоловіче семиборство є скороченим варіантом десятиборства, змагання з якого проводяться в зимовий період у залах. До програми чоловічого семиборства входять біг на 60 метрів, стрибки в довжину, штовхання ядра, стрибки у висоту, біг на 60 метрів з бар'єрами, стрибки з жердиною, біг на 1000 метрів. 